# Улыс-Божъюдор
Улыс-Божъюдор (устар. Улыс-Бежъюдор) — река в России, протекает по Республике Коми. Устье реки находится в 168 км по левому берегу реки Вымь. Длина реки составляет 18 км.

## Данные водного реестра
По данным государственного водного реестра России относится к Двинско-Печорскому бассейновому округу, водохозяйственный участок реки — Вычегда от города Сыктывкар и до устья, речной подбассейн реки — Вычегда. Речной бассейн реки — Северная Двина.
Код объекта в государственном водном реестре — 03020200212103000021562.